# Кряжеве (Лиманський район)
Кряжеве (рос. Кряжевое) — село у Лиманському районі Астраханської області Російської Федерації.
Населення становить 658 осіб (2010). Входить до складу муніципального утворення Робітниче селище Лиман.

## Історія
Населений пункт розташований на території українського етнічного та культурного краю Жовтий Клин. Від 1943 року належить до Лиманського району, у 1963-1965 роках — Ікрянинського району.
Згідно із законом від 6 серпня 2004 року органом місцевого самоврядування є Робітниче селище Лиман.

## Населення
| 2002 | 2010 |
| ---- | ---- |
| 774  | ↘658 |